# Cầu thủ bóng bầu dục (phim truyền hình)
Ballers (tựa Việt: Cầu thủ bóng bầu dục) là loạt phim truyền hình hài của HBO do Stephen Levinson sáng tạo; với sự góp mặt của Dwayne Johnson trong vai Spencer Strasmore, một cầu thủ NFL đã giải nghệ, dấn thân qua vai trò mới là người quản lý tài chính của các cầu thủ NFL khác. Bộ phim được công chiếu lần đầu trên kênh HBO vào ngày 21 tháng 6 năm 2015, với một tập thử nghiệm do Stephen Levinson viết kịch bản và Peter Berg làm đạo diễn. Phần năm và là phần cuối cùng được công chiếu vào ngày 25 tháng 8 năm 2019 và kết thúc vào ngày 13 tháng 10 năm 2019.